# 泰緬戦争 (1785年-1786年)
泰緬戦争（たいめんせんそう）(タイ語: สงครามเก้าทัพ; ビルマ語: ကိုးတပ်မတော်တိုက်ပွဲ) は、チャクリー朝とコンバウン王朝との間で行われた戦争である。

## 経過
1782年、チャオプラヤー・チャクリーは乱心したタークシンに対してクーデターを起こし、タークシンを処刑して王位につき、チャクリー朝を建設した。1785年、コンバウン王朝の王ボードーパヤーはバンコクを目指し、自ら軍を率いてチャクリー王朝を攻撃した。コンバウン軍は数か所から攻め込んできた。だがチャクリー王朝側は戦争の事前にコンバウン王朝が攻撃しようとしているという情報を掴んでいたため、軍勢を進軍ルートに配置し、コンバウン軍を巧みに要撃し、敵を撃破した。翌年もコンバウン朝はチャクリー王朝を攻撃したが、これも失敗に終わった。アユタヤ王朝滅亡後、タークシンやチャオプラヤー・チャクリーは文献の翻訳を通じてコンバウン王朝の戦術を分析、研究していたという。